# Joe Gallo
Pour les articles homonymes, voir Gallo (homonymie).
Joseph Gallo dit « Joe », né le 7 avril 1929 à New York, dans le quartier de Brooklyn et mort le 7 avril 1972 à New York dans le quartier de Little Italy, connu sous le surnom de « Crazy » Joe Gallo (Joe « le fou » Gallo), est un mafieux de New York, membre de la Famille Profaci (qui sera plus tard connue sous le nom de Famille Colombo).

## Carrière criminelle
Joe Gallo connut la prison pour la première fois à dix-sept ans, quand il fut condamné pour racket, attaque et séquestration. L'homme qu'il admirait le plus était le mafieux juif Meyer Lansky, le seul qui, selon lui, a su voir les changements qui allaient se produire dans le crime organisé.
Né de parents Napolitains dans le quartier de Bath Beach, à Brooklyn, Gallo a hérité de son surnom (« le fou ») parce que ses idées étaient en avance sur son temps. À l'instar de l'homme qu'il admirait, Meyer Lansky, il a vu le futur de la mafia, au-delà de Little Italy, ou Brooklyn, au-delà des quartiers italo-américains. Il y avait de l'argent à gagner à Black Harlem et d'autres quartiers afro-américains, et il voulait que ce soit la mafia qui gagne cet argent. Avec ses frères, Larry et Albert, Joe Gallo a effectué quelques contrats pour Carlo Gambino, dont le meurtre d'Albert Anastasia en 1957, exécution qui forgea la réputation des frères Gallo.

## Tentative de prise de pouvoir de la famille Profaci
Vers la fin des années 1940 jusqu'aux années 1950, il essaya de prendre le pouvoir de la Famille Profaci, et il déclencha une guerre avec celui qui était le boss de la famille à l'époque, Joe Profaci. Gallo a été aidé dans cette guerre par ses frères. En raison de l'impopularité de Joe Profaci avec ses hommes (il était vu comme étant avare et mégalomane), les frères Gallo et leur allié, Carmine the snake Persico, étaient bien partis pour prendre les commandes de la famille. Cependant, Joe Profaci a été sauvé, quand Gallo et son frère Larry ont été arrêtés et condamnés pour extorsion en 1961. Gallo passera les dix années à venir en prison.

## Meurtre de Joe Colombo
En prison il se fit des amis parmi les gangsters noirs d'Harlem. Gallo fut un des premiers mafiosi à organiser la collaboration entre mafia italienne et les gangs afro-américains, en particulier en ce qui concerne le trafic de narcotiques. Il voulait même que les familles de la mafia acceptent des noirs dans ses rangs. Gallo était allié avec Carlo Gambino contre Joe Colombo. Quand il fut relâché en 1971, Joe Profaci était mort d'un cancer, et Gallo a déclenché la guerre avec le successeur de Profaci, Joe Colombo. Ce dernier s'est pris une balle dans la tête en juin 1971 par un gangster afro-américain appelé Jerome Johnson. Pendant que le fils de Colombo et d'autres hommes frappaient Johnson, qui était au sol, un homme non identifié s'est approché et a tiré sur Johnson, avant de prendre la fuite. Joe Colombo restera dans le coma pendant presque sept ans. L'assassin de Johnson ne fut jamais retrouvé. Les policiers ne purent trouver de preuves suffisantes de l'implication de Carlo Gambino dans la tentative d'assassinat de Colombo, mais ils pensaient que c'était lui qui a ordonné l'exécution de Colombo. Après ce meurtre, Carlo Gambino et les autres chefs de New York décidèrent de nommer Vincent Aloi à la tête de la Famille Colombo.
Aux yeux des autres soldats, Joe Crazy apparaissait comme étant le gagnant dans la guerre Gallo-Colombo, mais au plus profond de lui-même il savait qu'il n'avait rien gagné, puisque ce n'était pas lui qui était à la tête de la Famille Colombo.
Après la guerre Gallo-Colombo, Joe Gallo continua les affaires, principalement le trafic de narcotiques avec son gang rebelle. En peu de temps, il devint populaire, et il était fréquent de le voir avec son frère Albert en compagnie des stars de Broadway, tels que le producteur Neil Simon, l'actrice Joan Hackett ou le comédien Jerry Orbach. Mais Carlo Gambino ne voulait pas que Gallo déclenche à nouveau une guerre pour prendre le pouvoir de la famille Colombo, et il convoqua Gallo. Gambino ordonna à Gallo de ne pas semer la pagaille, de se tenir tranquille, de retirer ses opérations à East Harlem, lui expliquant que maintenant, ce territoire appartenait à la Famille Gambino.
Mais ces mots n'eurent aucun effet sur Joe Gallo. Cet incident allait être répercuté par la revue Time sous un titre symbolique : « Gallo crache au visage du puissant Gambino ». En affrontant Carlo Gambino, il ne faisait aucun doute que Gallo allait à sa mort.

## Assassinat de Joe Gallo
Le 7 avril 1972, Gallo célébrait son quarante-troisième anniversaire au restaurant, « Umberto's Clam House » à Mulberry Street, Little Italy, New York. Il était en compagnie de Sina Essary, sa femme, Carmela Gallo, son ex-femme, et Pete the Greek (le Grec) Diopoulis, son garde du corps. Au bout d'une heure, quatre hommes armés de pistolets entrèrent dans le local. Deux d'entre eux commencèrent à chercher la table où était Joe Gallo. Les femmes les ont aperçus et ont crié. Aussitôt, Joe Gallo et Diopoulis se retournèrent. Le garde du corps se leva en essayant de dégainer son arme, quand une voix lui dit : « Toi, fils de pute ». En quelques secondes, le restaurant devint un vrai champ de bataille. Deux balles ont atteint Pete the Greek, dont une à la tête. Deux autres ont touché Gallo, une au genou, ce qui le fit tomber par terre, une autre à l'estomac. La douleur lui fit lâcher son arme. Joe Crazy criait à sa femme, paralysée par la panique, de lui jeter un revolver, lorsqu'un des exécuteurs s'approcha et lui tira une balle dans la tête. Gallo est mort sur le trottoir du Umberto's et les quatre hommes grimpèrent dans une Cadillac noire et disparurent. Les tueurs n'ont jamais été identifiés. On croit maintenant que les tueurs ont été envoyés par le mafioso sicilien Gugliermo Scortella, en réponse à un contrat mis sur sa tête par Gallo.

## Guerre de succession
Albert Gallo, le successeur en tant que chef du gang rebelle, décida de contre-attaquer. Les premières cibles seraient d'importants capi de plusieurs familles : Alphonse Persico, Joe Yacovelli, tous les deux de la famille Colombo, et Nick Bianco, un mafioso de la Famille Patriarca, basée en Nouvelle-Angleterre. Au cours des mois, les batailles entre les Gallo et les Colombo continuèrent, avec l'accord des Gambino. L'idée du machiavélique Don Carlo était que plus il y aurait de morts parmi les deux bandes, plus cela déstabiliserait les différentes familles, ce qui leur ferait perdre du pouvoir dans différents secteurs. Carlo Gambino était toujours attentif à ce genre de circonstances favorisant les connexions à sa famille. Dans le livre I Heard You Paint Houses, Frank Sheeran prétend être le meurtrier de Joe Gallo, sous les ordres de Russell Bufalino, à l'époque chef de la Famille Scranton.

## Dans la culture populaire
- 1974 : Jo le Fou (Crazy Joe), un film italo-américain de Carlo Lizzani
- 1976 : Joey, une chanson de Bob Dylan présente sur l'album Desire)
- 2019 : The Irishman, un film américain de Martin Scorsese
- 2022 : The Offer, mini-série américane de Michael Tolkin